# Asesinato de Dana Dodd
Dana Lynn Dodd fue una joven estadounidense cuyo cuerpo, inicialmente no identificado, fue descubierto en 2006 en Kilgore (Texas). En 2013, con los avances en investigación forense, los investigadores del caso esperaban que una reconstrucción de sus rasgos faciales permitieran descubrir más pistas. En agosto de 2018, Joseph Wayne Burnette fue acusado de su asesinato, tras confesar el crimen, afirmando que el nombre de su víctima podría haber sido "Ashley". El caso fue luego presentado al Proyecto DNA Doe, que realizó una identificación en enero de 2019, 12 años después de los hechos. Mientras permaneció sin identificar, fue conocida por el apodo de "Lavender Doe" (por el color de su jersey).

## Descubrimiento de su cuerpo
El domingo 29 de octubre de 2006 se encontró el cuerpo de una mujer caucásica, aunque también se llegó a pensar que fuera de Oriente Próximo, entre los 17 y los 25 años, en la localidad texana de Kilgore, tendida boca abajo sobre una pila de arbustos ardiendo. El cuerpo estaba severamente quemado, pero se recuperó ropa que incluía un suéter morado claro y pantalones vaqueros. Le habían prendido fuego hacía pocos minutos cuando fue hallada. Llevaba un total de cuarenta dólares en sus bolsillos. Se cree que murió entre las 20:15 y las 22:00 horas del día anterior.
Dos de sus dientes deciduos todavía estaban presentes, y se esperaba que fueran de ayuda para determinar su identidad. Sus dientes estaban perfectos, sin caries ni empastes. El cuerpo pesaba aproximadamente entre 45 y 54 kilos, y una estatura en torno a 1,61-1,64 metros de altura. El color del cabello de la víctima probablemente era rojizo o rubio con reflejos rojizos, pero puede haber sido completamente rubio fresa o marrón claro.
Inicialmente, se consideró que se trataba de una persona joven de 13 años, si bien su raza y sexo se consideraron desconocidos hasta que se hizo la autopsia. Debido a la recuperación de una lata de gasolina vacía de la escena del crimen, y la naturaleza de su muerte, el caso fue investigado como un homicidio. Tras un examen forense se encontraron restos de semen, lo que parecía indicar que pudo haber sido víctima de una violación antes de morir.

## Investigación
Según los residentes de la zona, había muchas "personas sospechosas" en las cercanías de la zona donde se descubrió el cuerpo, que era un campo petrolífero, y algunos se refirieron al lugar como un "campo de exterminio". Debido a las condiciones en las que se encontraba el cuerpo, su cara fue reconstruida en tres ocasiones: con arcilla sobre el cráneo, en un boceto dibujado por un artista forense, y digitalmente en enero de 2014 a partir de una tomografía computerizada del cráneo después de que los restos fueron exhumados el 2 de octubre de 2013.
A pesar de la comparación con los registros dentales y el ADN de una gran cantidad de personas desaparecidas, su identidad permaneció en el anonimato durante mucho tiempo, pasando a ser conocida como Lavender Doe. Después de la publicación en los medios de comunicación de la reconstrucción más reciente, la madre de Brandi Wells, una joven de 23 años, que desapareció después de ir a un club nocturno en Longview (Texas) en agosto de 2006, contactó con las autoridades por la posibilidad de que fuera su hija. No obstante, las pruebas fueron infructuosas.
En 2007, surgió un sospechoso inicial en el caso, Joseph Wayne Burnette, de 36 años, un delincuente sexual condenado y que se encontraba en prisión por otro delito en el momento en que la policía anunció sus sospechas de que fuera el asesino. Burnette previamente negó estar involucrado en el asesinato; sin embargo, el 27 de agosto de 2018, confesó los asesinato de Lavender Doe y Felisha Pearson. Burnette afirmó que convenció a la víctima para que entrara a su vehículo mientras ella vendía artículos de una revista.

## Hechos posteriores
En 2018, el Proyecto DNA Doe asumió el caso para tratar de descubrir la identidad de Lavender Doe. Descubrieron que tenía ascendencia checa e identificaron a un primo hermano que vivía en el este de Texas, a escasos 50 kilómetros de donde se encontró el cuerpo. En enero de 2019, dicho proyecto, en colaboración con el equipo de Aerodyne y Full Genomes Corporation, anunció que habían identificado a Lavender Doe, si bien su nombre quedó reservado a conocerse después del juicio de Burnette. A pesar de esto, su identidad fue revelada el 11 de febrero de 2019. Su madre la había abandonado cuando era un bebé y murió en 2006 y su padre era un sintecho. Vivió un tiempo con su madrastra, residiendo en Jacksonville (Florida) junto a su media hermana Amanda Gadd. Dodd había desaparecido inicialmente en 2003. Se había unido a un equipo de ventas puerta a puerta de folletos y catálogos con los que buscaban atraer la atención de jóvenes y padres en la conducción segura y contra el uso de drogas.